# Ladislaus Skultéty
Ladislaus Skultéty (niem. Ladislaus Skultety, węg. László Skultéty, słow. Ladislav Škultéty-Gabriš; ur. 27 czerwca 1738 w Mojtény, zm. 19 sierpnia 1831 w Aradzie) – sierżant, chorąży 8 Pułku Huzarów, podczas trwającej 81 lat czynnej służby brał udział w ponad 250 bitwach i potyczkach w 22 wojnach. Był najdłużej służącym żołnierzem habsburskiej armii, znanym jako „cesarski wieczny huzar”.

## Życiorys
Urodził się jako László Gábris/Ladislav Gabriš 27 czerwca 1738 roku we wsi Mojtény, będącej wówczas częścią miejscowości Pruzsina na terenie obecnej Słowacji, a wówczas Królestwa Węgier, będącego częścią habsburskiej monarchii. Jego ojcem był György Gábris/Juraj Gabriš, żołnierz regimentu huzarów Ghilanyiego, a matką Katalin Kovács/Katarína Gabrišová rod. Kováčová . Po jej śmierci w 1750 roku, w wieku 12 lat, wstąpił w szeregi oddziału barona Ghilanyiego jako syn pułku  . Z kolei Gombárová podaje za Jánem Martišem, że Skultéty wstąpił do wojska uciekając z rodzinnej miejscowości przed konsekwencjami tego, że podczas zabawy 18 października 1751 roku wzniecił pożar lasu wchodzącego w skład dóbr ziemiańskich, a aby zostać przyjętym podał jako rok urodzenia 1735.
W bezpośrednich walkach po raz pierwszy uczestniczył w wieku 18 lat, biorąc udział razem ze swoim pułkiem, dowodzonym przez generała Andreasa Hadika, który w 1752 roku objął szefostwo pułku po zmarłym baronie Ghilanyim, w wojnie siedmioletniej  . Swój chrzest bojowy przeszedł 1 października 1756 roku w bitwie pod Lowosicami . 18 czerwca 1757 roku podczas bitwy pod Kolinem został ranny w rękę  . W październiku tego samego roku uczestniczył w brawurowym zdobyciu przez Hadika Berlina grupą zaledwie 5000 huzarów, podczas którego został raniony bagnetem w twarz  . W latach 1759–1760 został przydzielony do osobistej straży feldmarszałka Świętego Cesarstwa Rzymskiego Fryderyka Michała Wittelsbacha, po czym wrócił do swojego pułku i brał udział w działaniach przeciwko Prusom .
W 1768 roku regiment huzarów Hadika został rozformowany, poszczególne jego szwadrony zostały przydzielone do 1, 2, 3, 6, 8 i 10 Pułku Huzarów, zaś sam Hadik został szefem 6 Pułku Huzarów. Szwadron, w którym służył Skultéty wszedł w skład Regimentu Huzarów Nauendorfa, w którym Skultéty pozostał do końca swojego życia . Po 25 latach służby wojskowej, 1 listopada 1775 roku został awansowany na podoficera w randze vicekaprala . Podczas wojny o sukcesję bawarską został awansowany w 1778 roku na kaprala  (5 lipca), a w kolejnym roku objął też funkcję zastępcy wachmistrza 5 szwadronu. Uczestniczył w wojnie z Turcją. 22 października 1789 roku podczas bitwy między Lešnicą a Loznicą został po raz kolejny ranny. Za swoje osiągnięcia podczas wojny został odznaczony Srebrnym Medalem Waleczności  . 11 kwietnia 1790 został również awansowany na wachmistrza i chorążego pułku  .
W latach 1792–1815 uczestniczył we wszystkich wojnach z Francją. Z działań wojennych prowadzonych przez pułk w drugiej poł. 1792 roku wyszedł bez szwanku . W 1812 roku razem z Korpusem Austriackim ks. Schwarzenberga uczestniczył w kampanii moskiewskiej walcząc m.in. w bitwie pod Borodino, a w 1813 walczył przeciwko Napoleonowi w bitwie narodów . Podczas wojen napoleońskich został odznaczony Krzyżem Armatnim przyznawanym za zdobycie francuskiego działa  .
Po upadku Napoleona nastał okres pokoju, pułk nie uczestniczył w działaniach zbrojnych stacjonując w garnizonach na terenie Galicji, a Skultéty nadal pełnił służbę jako chorąży pułku. Kiedy w 1825 roku pułk przeniesiono do Wiednia, gdzie wykonywał obowiązki straży w Hofburgu, podczas jednej z uroczystości cesarz dostrzegł 87-letniego Skultétyego pełniącego godnie i bez uchybień obowiązki chorążego, pomimo zaawansowanego już wieku. Tradycja głosi, że gdy Franciszek II dowiedział się, że jako żołnierz przesłużył on 75 lat, wezwał go do swojego gabinetu pytając się, jaką nagrodę by chciał za tyle lat służby. Jednocześnie zaoferował awans na oficera i przyznanie oficerskiej emerytury. Skultéty miał mu odpowiedzieć, że jedynie czego pragnie to być chorążym swojego pułku i jako chorąży umrzeć. Miało to wywrzeć wielkie wrażenie na cesarzu, który wydał rozkaz dowódcy pułku, by Skultéty został dożywotnim chorążym pułku, jednocześnie nakazał zwolnić go z wszelkich innych obowiązków i nadał mu przywileje przysługujące oficerom (bez awansu na stopień oficerski, który skutkowałby zakończeniem funkcji chorążego pułku) oraz nadał mu dodatek do pensji w wysokości 100 guldenów rocznie. Gdy dowiedział się o tym szef pułku baron von Kienmayer, również on nadał dodatek do pensji w wysokości 100 guldenów rocznie  . Skultéty sukcesywnie wysyłał część pensji do swojej rodzinnej wioski na budowę kościoła i szkoły. Łącznie na ten cel przekazał ok. 30 tysięcy guldenów .
W kolejnych latach pułk, a wraz z nim Skultéty, stacjonował na Węgrzech w Hódmezővásárhely, a następnie w Aradzie. Gdy 10 maja 1831 roku pułk otrzymał rozkaz relokacji do podwiedeńskiego Himbergu uznano, że Skultéty nie będzie w stanie nadążać za pułkiem i musi pozostać w koszarach. Skultéty, nazywany zarówno przez żołnierzy, jak i oficerów ojcem, uczestniczył w wymarszu pułku, błogosławiąc mu . Zmarł trzy miesiące później 19 sierpnia w pułkowym szpitalu w Klein Sankt Nikolaus (węg. Kis-Szent-Miklós) pod Aradem (obecnie jest jego dzielnicą) . Został pochowany na cmentarzu w Aradzie. Podczas pogrzebu mowę pożegnalną wygłosił komendant pułku płk hrabia Vincenz Esterházy von Galántha, a nagrobek ufundował mu jego pułk .

## Upamiętnienie i spór
W 1898 roku wojskowi i mieszkańcy Újaradu ufundowali nowy nagrobek. Otrzymał on formę obelisku z czarnego marmuru , na którym wyryto napis w języku węgierskim: Itt nyugszik a világ legidősebb huszárja Skultéty László a Herczeg Szász-Coburg-Gotha Huszár ezred zászlótartója. Szolgált 81 évet. Meghalt 1831 kisasszony hava 19-én. A vitéz katonai erények elismerése és kegyelete jeléül emelte a hadsereg és polgárság adakozásából. Ujarad közönsége 1898 evben   (Tu spoczywa najstarszy huzar na świecie László Skultéty chorąży Pułku Huzarów Księcia Sachsen-Coburg-Gotha. Służył 81 lat. Zmarł 19 sierpnia 1831. Jako wyraz uznania i wdzięczności dzielnych cnót wojskowych wzniesiono go z darów wojska i mieszczan. Społeczność Újaradu w 1898 roku). Na cokole umieszczony jest mosiężny medalion przedstawiający huzara na koniu   . Grób ogrodzony jest ozdobnym łańcuchem zawieszonym na czterech murowanych słupkach .
W 1909 roku minister wojny gen. Franz von Schönaich listem intencyjnym powołał Fundację Pomnika i Nagrody Skultétyego (niem. Skultéty-Denkmal- und Prämienstiftung) mającej na celu dbanie o jego nagrobek w Újaradzie, głaz pamiątkowy w rodzinnej Pružinie oraz przyznawanie premii dla żołnierzy mających najdłuższy staż służby .
Zarówno Węgrzy, jak i Słowacy uważają go za swojego bohatera, prowadząc spór o jego narodowość . Ze wspomnień kapelana pułkowego Michala Staročeka, późniejszego proboszcza w Dioseku wiadomo, że w 1814 roku mający ponad 75 lat Skultéty biegle mówił po słowacku, węgiersku, niemiecku i łacinie oraz uczył się francuskiego . Grób Skultétyego w Aradzie uznawany jest przez Węgrów za narodowe miejsce pamięci poza granicami kraju. Konflikt między władzami Węgier i Słowacji nasilił się w 2013 roku, kiedy to władze Rumunii udzieliły zgody na jego ekshumację i przetransportowanie przez Słowackie Siły Powietrzne na Słowację, o czym nie poinformowano węgierskiego rządu. Ekshumacji dokonano 21 maja . Ponowny pogrzeb odbył się w 275 rocznicę urodzin – 27 czerwca 2013 roku w Mojtín . Rozpoczął się mszą świętą odprawioną przez biskupa żylińskiego Tomáša Galisa oraz ordynariusza wojskowego bp. Františka Rábka w kościele świętych Cyryla i Metodego wzniesionego w 1863 m.in. z funduszy przekazywanych przez Skultétyego. Następnie trumna została złożona do grobowca z czerwonego granitu, który zlokalizowano naprzeciwko kościoła w ogrodzie parafialnym. Pogrzeb miał charakter państwowy, uczestniczyła w nim asysta wojskowa Straży Honorowej Sił Zbrojnych Republiki Słowackiej, ambasadorzy Rumunii, Węgier i Austrii w Słowacji, ambasador Słowacji w Rumunii, przedstawiciele słowackiego ministerstwa spraw zagranicznych i Słowackich Sił Zbrojnych, a także członkowie Stowarzyszenia Historii Wojskowej i Strzelectwa 8 c.k. Pułku Huzarów „Kienmayera” . Postument uzupełniono o pomnik konny Skultétyego dzierżącego sztandar pułku .

## Awanse
- Vicekorporal (1775)
- Korporal (1778)
- Wachtmeister (1787/1790)

## Odznaczenia
- Medal „Virtute et Exemplo” (1788)[8]
- Srebrny Medal Waleczności (1790)[9]
- Krzyż Armatni (1814/15)[9]